# Tas-Silġ
Tas-Silġ (wym. [tasˈsɪlt͡ʃ]) – zaokrąglony szczyt wzgórza na południowo-wschodnim wybrzeżu wyspy Malty, z widokiem na zatokę Marsaxlokk, w pobliżu miasta Żejtun. Tas-Silġ to ważne wielookresowe sanktuarium z pozostałościami archeologicznymi obejmującymi cztery tysiące lat, od neolitu do IX wieku naszej ery. Na stanowisku znajduje się kompleks świątyń megalitycznych, z których najstarsze datowane są na początek trzeciego tysiąclecia p.n.e. (okres Tarxien), po fenickie i punickie sanktuarium poświęcone bogini Astarte. Podczas epoki rzymskiej miejsce to stało się międzynarodowym kompleksem religijnym poświęconym bogini Juno, czemu sprzyjało położenie wzdłuż głównych morskich szlaków handlowych, o których wspomina w I wieku p.n.e. Cyceron.
Oryginalna nazwa wzgórza, na którym znajduje się to miejsce, to Ta’ Berikka, a nazwa Tas-Silġ wywodzi się od pobliskiego kościoła Matki Bożej Śnieżnej (malt. Knisja tal-Madonna tas-Silġ), zbudowanego w XIX wieku. W latach 60. XX wieku, w ramach projektu archeologicznego na stanowisku podjęto pewne prace. Później zostało ono opuszczone na kilka dziesięcioleci. W roku 1996 Uniwersytet Maltański wznowił wykopaliska, odkrywając pozostałości z neolitu i późnej epoki brązu, oraz znaczne złoża związane z ofiarami rytualnymi w epoce punickiej.

## Topografia i toponimia

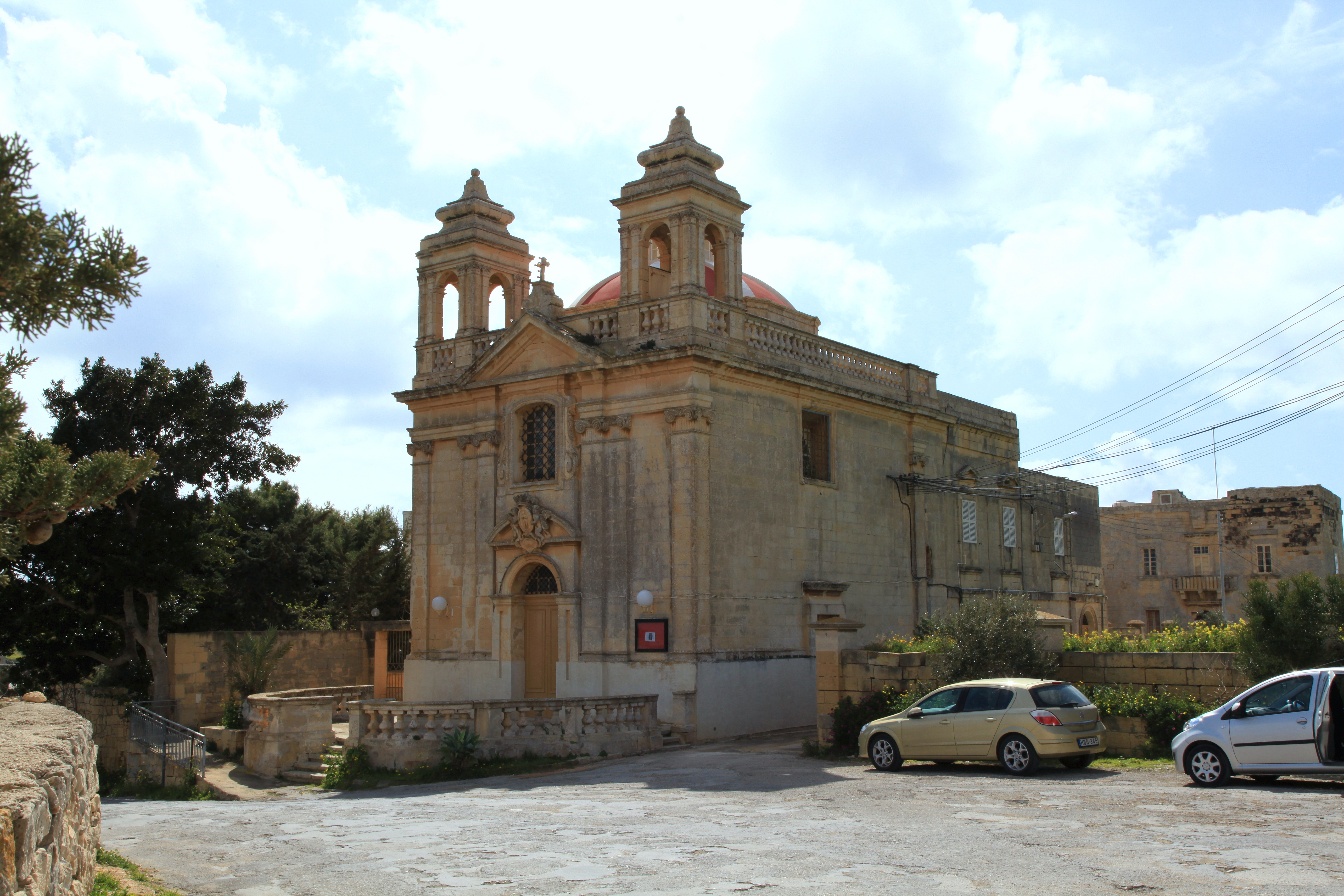
Pobliski kościół Matki Boskiej Śnieżnej, od którego Tas-Silġ wzięło swoją nazwę

Tas-Silġ znajduje się w południowo-wschodniej części Malty, w pobliżu portu Marsaxlokk. W rzeczywistości nazwa odnosi się do małego kościółka pod wezwaniem Matki Boskiej Śnieżnej, który znajduje się na skrzyżowaniu, gdzie wiejska droga z Żejtun rozwidla się w dwóch kierunkach, na półwysep Delimara i Xrobb il-Għaġin na południowy wschód, i do miejscowości Marsaxlokk na południowym zachodzie. Fort Tas-Silġ, fort poligonalny z epoki brytyjskiej stoi w najwyższym punkcie wydłużonego wzgórza nieco dalej na południe. Niższe i mniejsze wzgórze, na którym prowadzono wykopaliska, nosi nazwę „Ta” Berikka”, chociaż tradycja nazywania go „Tas-Silġ” jest obecnie dobrze ugruntowana. Z terenu roztacza się widok na port Marsaxlokk na południu i dwie zatoki, Marsaskala i St. Thomas’ Bay. Teren jest otoczony sztucznymi polami tarasowymi.
Pozostałości archeologiczne Tas-Silġ spoczywają na szczycie wzgórza z widokiem na zatokę Marsaxlokk i zatokę św. Tomasza w południowo-wschodniej Malcie. Dowodzą one działalności człowieka od tysiącleci, przy czym znacząca aktywność miała miejsce w epoce fenickiej i rzymskiej. W ciągu ostatnich stuleci szczątki Tas-Silġ były przedmiotem dyskusji różnych uczonych, jednak badania archeologiczne przeprowadzone przez Missione Archeologica Italiana w latach 60. XX wieku połączyły szczątki ze słynną świątynią Junony, o której wspominali autorzy klasyczni. Pozostałości były widoczne od czasów klasycznych i były opisywane przez badaczy starożytności i podróżników od wczesnego okresu nowożytnego. Pozostałości archeologiczne rozciągają się na dwóch dużych obszarach na północ i południe od drogi z Żejtun do Marsaxlokk (Triq Xrobb l-Għaġin). Pola na obu obszarach zostały wybrane do badań przez Missione Archeologica Italiana. Zostały one przekopane w latach 1963–1970. Wykopaliska archeologiczne wznowiono później w latach 90. XX wieku zarówno na północnych, jak i południowych obrzeżach stanowiska.

## Historia

### Świątynia megalityczna i osada z epoki brązu
Wykopaliska włoskiej misji archeologicznej w Tas-Silġ w latach 1963–1972 miały na celu zbadanie pozostałości punickich i późniejszych świątyń, zidentyfikowanych na tym miejscu. Jednak podczas wykopalisk archeolodzy nieoczekiwanie znaleźli prehistoryczne miejsce pod poziomem starożytnym.
Obszar ten został po raz pierwszy zasiedlony, gdy świątynia została zbudowana w okresie Tarxien prehistorii maltańskiej, około 3000 do 2500 lat p.n.e. Niewiele można zobaczyć z pozostałości pierwotnej świątyni, ale rozproszenie megalitów na wzgórzu sugeruje, że istniał tam duży kompleks z co najmniej trzema świątyniami i prawdopodobnie otaczającą go wioską. Układ dużych bloków w kształcie litery D, który był częścią świątyni z czterema apsydami, nadal istnieje, ponieważ został później włączony do innych budynków na tym terenie. W epoce brązu świątynia została prawdopodobnie przekształcona w osadę, podobnie jak w innych miejscach, takich jak Borġ in-Nadur.
W najgłębszej warstwie osadów archeolodzy znaleźli różne artefakty, w tym ceramikę i stojącą grubą damę (ang. Fat Lady). W warstwie z epoki brązu znaleziono fragmenty ceramiki i kamienne narzędzia. Inne dowody z epoki brązu to duża ilość wyrobów ręcznych.

### Świątynie punicka, hellenistyczna i rzymska
Po tym, jak Fenicjanie przejęli Maltę około 700 roku p.n.e., zbudowali punicką świątynię Astarte, w którą włączyli stojące pozostałości wcześniejszej świątyni. Do zakrzywionej fasady dodano przedłużenie i zbudowano monumentalne wejście, flankowane dwoma pilastrami i zwieńczone ogromną kamienną płytą. Znaczenie sanktuarium ostatecznie wzrosło i około 300 roku p.n.e. dodano portyk. Niektóre części świątyni, w tym wieża, mogły zostać zaprojektowane jako fortyfikacje pomagające obronić ją przed potencjalnymi najeźdźcami.

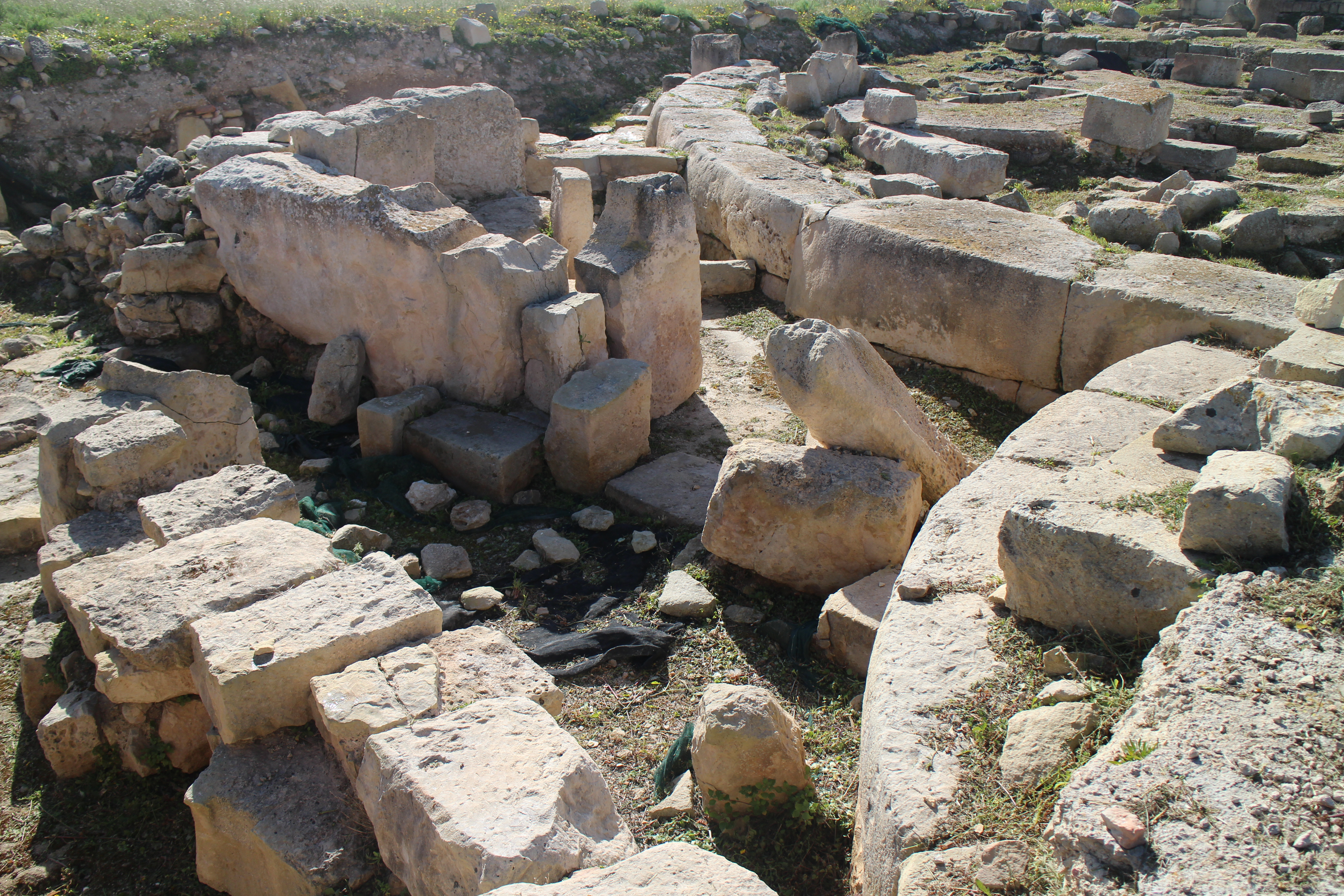
Megalityczne pozostałości w Tas-Silġ

 Płyta progowa przebita trzema otworami libacyjnymi, dzieląc wschodnią część świątyni od zachodniej, a także szereg ciosowych ścian fundamentowych pod platformę zbudowaną na południe od głównego sanktuarium wciąż istnieją. Wokół tego obszaru znaleziono różne pozostałości, w tym ceramikę, popiół, kości zwierzęce, monety i skorupy. Niektóre z tych skorup mają inskrypcje wotywne. Uważa się, że cippi Melkarta mogły pierwotnie znajdować się w świątyni Tas-Silġ, ale ich pochodzenie jest kwestionowane.
Obecność znacznych pozostałości ceramiki znalezionych na stanowisku podczas wykopalisk sugeruje istnienie pobliskich warsztatów, które wytwarzały naczynia ceramiczne przeznaczone do użytku w miejscowej świątyni. Jakkolwiek także obecność wyrobów importowanych została potwierdzona przez skład ceramiki. Na miejscu znaleziono również liczne punickie monety z brązu.
W epoce rzymskiej świątynia punicka została przekształcona w sanktuarium Junony, rzymskiego odpowiednika Astarte. W 70 roku p.n.e. Cyceron wspomniał o świątyni w swoch mowach Przeciw Werresowi (In Verrem), mówiąc, że świątynia była czczona przez wszystkich, w tym piratów i książąt numidyjskich, ale rzymski namiestnik Sycylii ukradł część jej skarbów. Koordynaty świątyni podał Klaudiusz Ptolemeusz w kompendium Geografia. W różnych osadach wokół studni na dolnym tarasie Tas-Silġ odkryto trochę rzymskiego materiału. Czerwona rzymska posadzka opus signinam, wykonana z tłuczonej ceramiki, płytek wapiennych i białego marmuru, nadal istnieje na miejscu.

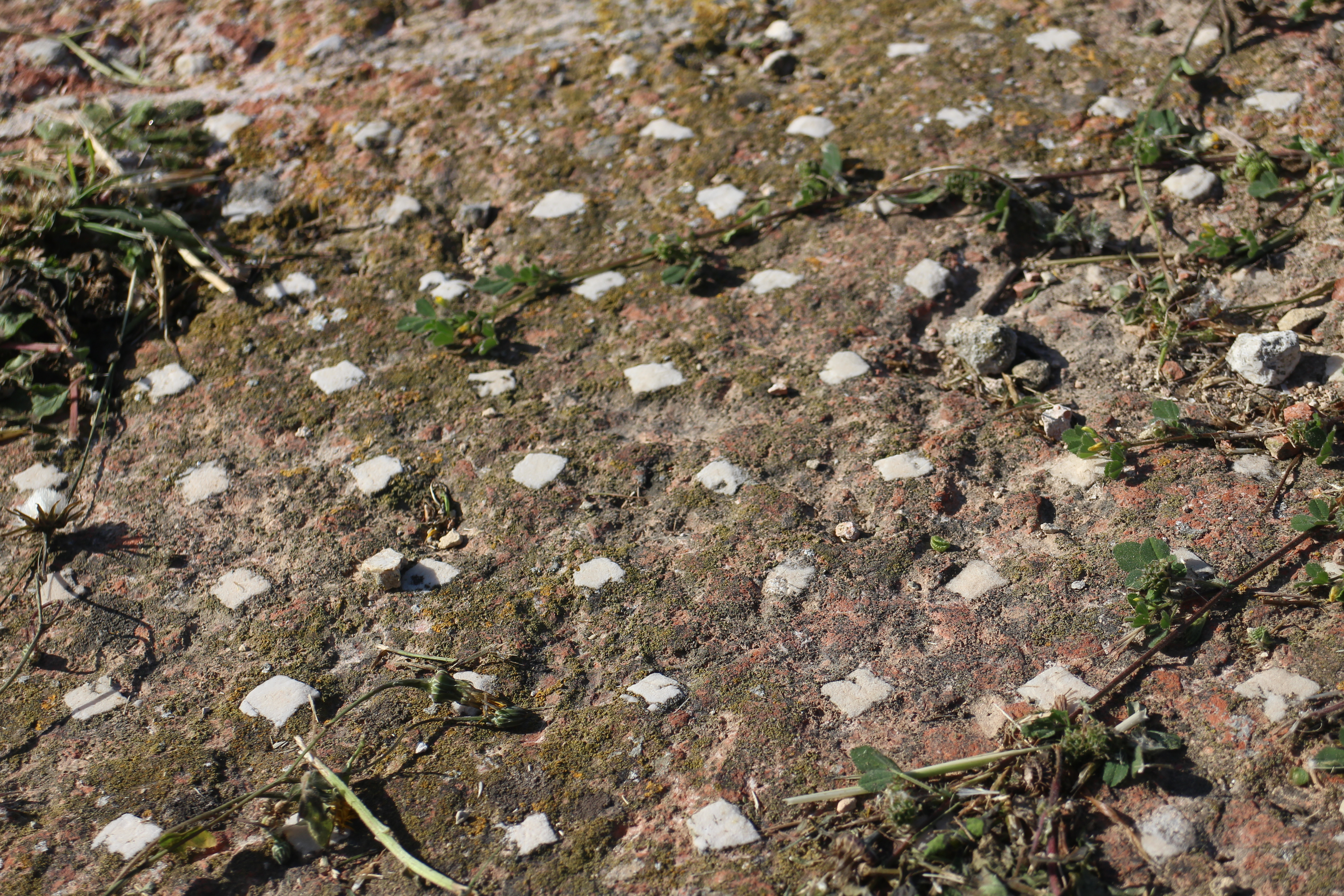
Opus signinum z kostkami z białego marmuru w Tas-Silġ

Niedawno odkryto pod Tas-Silġ i zmapowano rozbudowany podziemny system zbiorników wodnych, które prawdopodobnie pochodzą z epoki punickiej lub rzymskiej.

#### Wpływy starożytnego Egiptu
Podczas wykopalisk w 1969 roku na miejscu znaleziono wiele kamiennych płaskorzeźb i obiektów z wpływami egipskimi, w tym rzeźby kwiatów lotosu reprezentujące egipską boginię Hathor i boga słońca. Między pozostałościami sanktuarium odkryto również ornament z wolutami palmowymi o średnicy około 7,6 cm, datowany na VII – VI wiek p.n.e. Inne fragmenty wapienia, które według teorii należą do jakiegoś projektu architektonicznego, również znaleziono na tym samym obszarze. Podobne elementy znaleziono w rzymskim domu w Rabacie i przypuszcza się, że stanowiły one część thymiaterionu, używanego w egipskich rytuałach pogrzebowy.

### Kościół bizantyjski

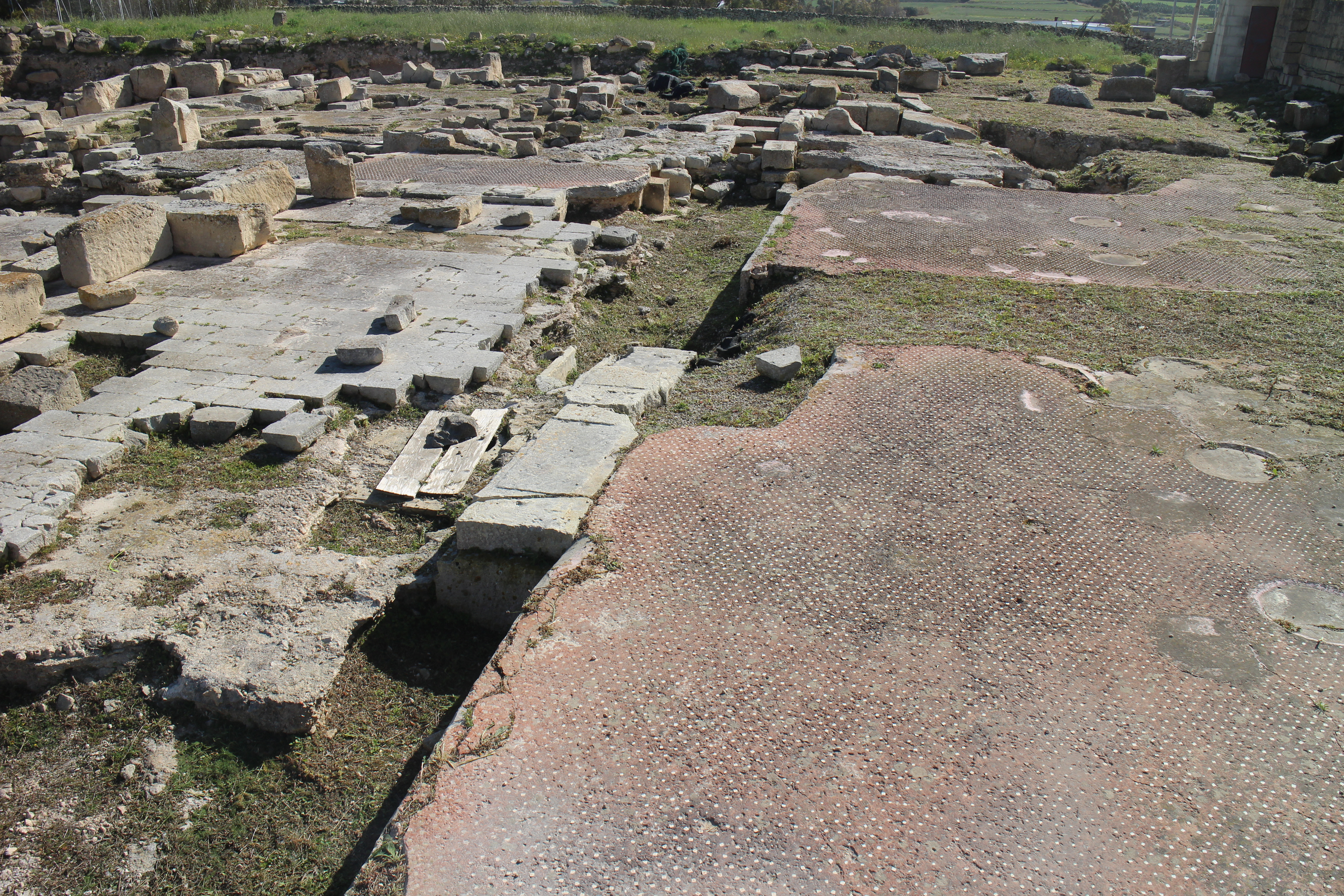
Pozostałości bizantyjskiej bazyliki w Tas-Silġ

W czasach bizantyjskich świątynia została przekształcona w chrześcijańską bazylikę. Bazylika została zbudowana na portykowym dziedzińcu świątyni, który był zadaszony. Kwadratowy budynek miał trzy nawy z apsydą na wschodnim krańcu. Prehistoryczna megalityczna świątynia została ponownie wykorzystana jako baptysterium z chrzcielnicą umieszczoną w środku starożytnej struktury. Kościół, a przynajmniej jego konstrukcja, funkcjonował do VIII–IX wieku. Wokół części stanowiska zbudowano mur obronny z co najmniej jedną wieżą, prawdopodobnie w odpowiedzi na zagrożenie ze strony Arabów. W odpływie chrzcielnicy znaleziono ponad dwieście monet bizantyjskich, pochodziły one począwszy od połowy IV wieku, poprzez reformy Justyniana (538–539), oraz złotą monetę datowaną na rządy Konstantyna IV. Bazylika w Tas-Silġ została rozbudowana, zmodyfikowana i ponownie wykorzystana, aby objąć swoim działaniem ufortyfikowaną osadę połączoną z niżej leżącym portem Marsaxlokk. Ceramiczne szczątki z Tas-Silġ pochodzą z okresu od VI do IX wieku, co świadczy o tym, że port i osada przez stulecia miały powiązania z różnymi częściami Morza Śródziemnego.
Znalezione zostały pozostałości rzeźb, w tym zniszczona marmurowa głowa kobiety i kapitel z kości słoniowej z wiszącą palmetą. Znaleziono również ceramikę z tego okresu, w tym amfory i lokalnie wykonane talerze oraz inne przedmioty. Być może w okresie bizantyjskim „gruba dama” została celowo oszpecona i pochowana w dziurze. W VIII wieku wokół kościoła w pośpiechu zbudowano mury obronne. Kościół został opuszczony wkrótce po zajęciu Malty przez Arabów w 870 roku. Miejsce to zostało przekształcone w kamieniołom, a kamienie z pierwotnej budowli zostały usunięte. W okresie średniowiecza na tym terenie budowano gospodarstwa rolne, a mury z gruzu z tego okresu istnieją do dziś. Przed rozpoczęciem prac wykopaliskowych całe stanowisko było zakopane pod metrową warstwą ziemi.
Istnieją twierdzenia, że na tym miejscu stał w późniejszym okresie meczet, ale nie znaleziono wystarczających dowodów archeologicznych na poparcie tego. Udowodniono jednak, że chrześcijańska budowla spłonęła podczas okresu arabskiego.

### Wczesna historia nowożytna

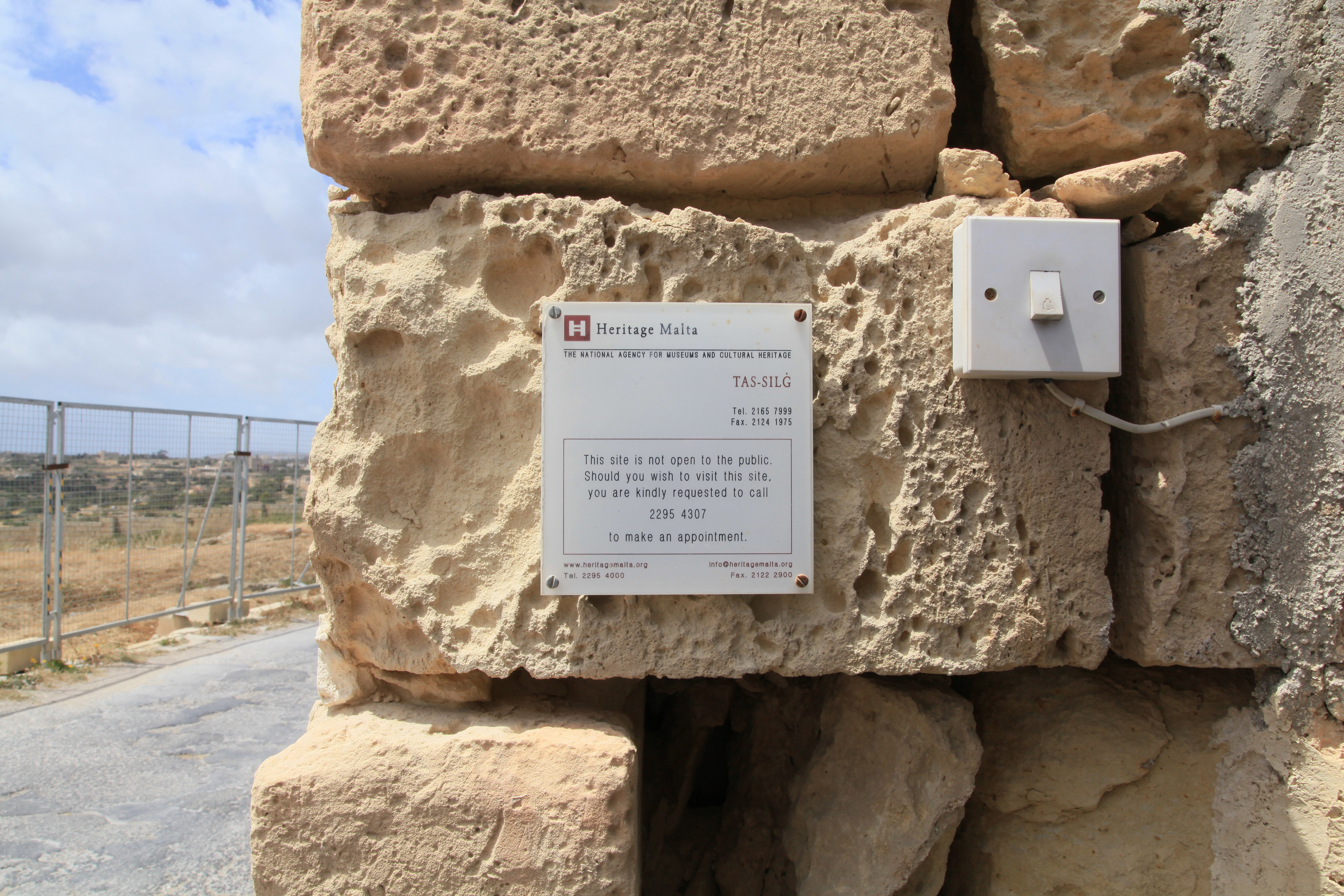
Tas-Silġ można zwiedzać tylko po wcześniejszym umówieniu się

W XVII wieku pisarze zaczęli spekulować na temat lokalizacji świątyni Junony, o której wspominały starożytne teksty, jednak miejsce to zostało odkryte dopiero w XX wieku. Zostało wpisane na Antiquities List of 1925.
Pozostałości kolumny ze świątyni w Tas-Silġ, zbudowanej w okresie fenickim, znajdują się dziś w XVII-wiecznym Palazzo Marnisi w Marsaxlokk.
Nowe znaleziska odkryto, gdy Heritage Malta i Ministerstwo Kultury rozpoczęły nowy projekt renowacji i przekształcenia ruin XIX-wiecznej farmy, aby służyły jako małe centrum dla zwiedzających. Usunięcie podłóg wiejskiego domu odsłoniło dalsze ważne pozostałości archeologiczne, w tym kolejne podłogi i ściany, które w większości były związane z rozbudowanymi budynkami w okres republiki rzymskiej. Nowe odkrycia pozwoliły również zidentyfikować szereg rowów łupieżczych. Zostały one wykopane w czasach nowożytnych w celu kradzieży do dalszego wykorzystania materiału budowlanego starożytnej świątyni.

## Pozostałości archeologiczne

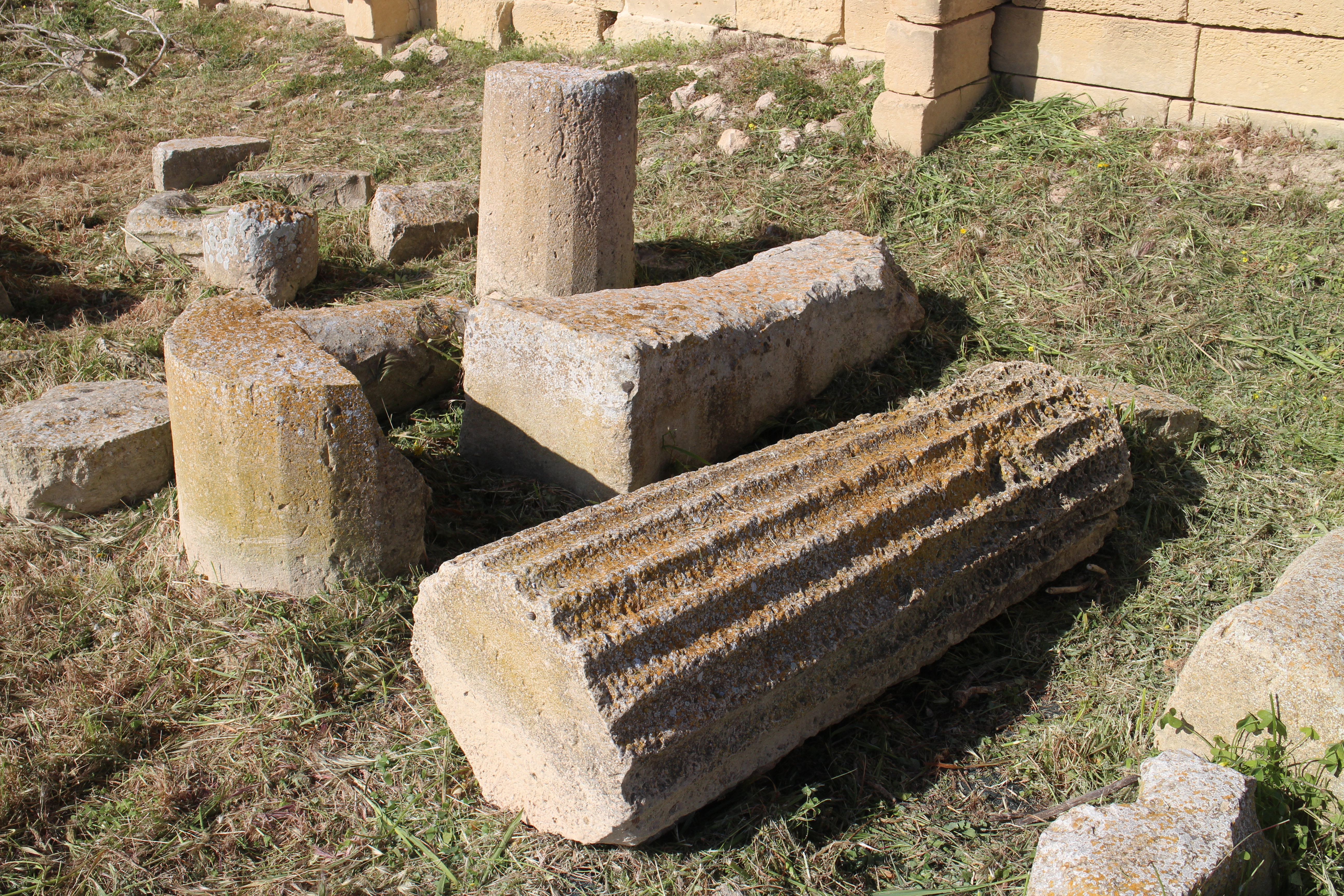
Pozostałości żłobionej kolumny w Tas-Silġ

Misja włoska prowadziła pierwsze wykopaliska w latach 1963–1972 i zidentyfikowała sanktuarium. W latach 1996–2005 Uniwersytet Maltański wraz z włoskim zespołem rozpoczęli kolejny projekt wykopaliskowy w celu oczyszczenia innych warstw osadów. Miejsce jest osłonięte pokrywą, która chroni ją przed dalszą erozją.
Heritage Malta prowadzi konserwację Tas-Silġ, i chociaż miejsce to jest zamknięte dla publiczności, mogą je zwiedzać grupy po wcześniejszym umówieniu się. Trwają wysiłki na rzecz zachowania tego miejsca, a kuratorzy mają nadzieję, że bieg drogi przecinającej dziś teren wykopalisk na pół zostanie pewnego dnia zmieniony.

## Ochrona dziedzictwa kulturowego
Miejsce wykopalisk zostało 16 grudnia 2011 roku wpisane na listę National Inventory of the Cultural Property of the Maltese Islands (NICPMI) pod numerem 00023.